# Zaugao
Zaugao (en serbe cyrillique : Заугао) est un village de l'est du Monténégro, dans la municipalité de Podgorica.

## Démographie

### Évolution historique de la population
| 1948 | 1953 | 1961 | 1971 | 1981 | 1991 | 2003 |
| ---- | ---- | ---- | ---- | ---- | ---- | ---- |
| 237  | 235  | 165  | 121  | 63   | 43   | 17   |